# Eddy van Varsseveld
Eddy van Varsseveld, ook geschreven als Varseveld, is een voormalig Surinaams politicus.  Hij was in 1991 minister in de regering die aantrad na de Telefooncoup.

## Biografie
Nadat de militairen op 24 december 1990 de Telefooncoup pleegden, een telefoontje van de militaire top naar president Ramsewak Shankar met de mededeling dat hij was afgezet, trad op 7 januari 1991 een overgangsregering aan met Eddy van Varsseveld als minister van Natuurlijke Hulpbronnen. De regering bleef aan tot na de verkiezingen van 1991 en het aantreden van het kabinet-Venetiaan I op 16 september 1991.